# Mangun Jayo (Muko-Muko Bathin VII)
Mangun Jayo is een bestuurslaag in het regentschap Bungo van de provincie Jambi, Indonesië. Mangun Jayo telt 1445 inwoners (volkstelling 2010).